# Buckminsterfulereno
Buckminsterfulereno (também denominado de bucky-bola e de futeboleno) é uma molécula de fulereno esférica com 60 átomos de carbono( C60).  Ele possui uma estrutura de anel fundido tipo gaiola (icosaedro truncado), que se assemelha a uma bola de futebol, feito de vinte hexágonos e doze pentágonos, com um átomo de carbono em cada um dos vértices de cada polígono e uma ligação química ao longo de cada borda do polígono.

## Etimologia
Buckminsterfulereno deriva do nome do inventor e conceituado futurista Buckminster Fuller. Um de seus projetos de uma estrutura de cúpula geodésica exiba grande semelhança com C60. As pessoas em geral, por vezes, referem-se ao Buckminsterfulereno, e até mesmo estrutura de cúpula do Sr. Fuller, como bucky-bola.

## Propriedades
Buckminsterfullerene é o maior objeto observado para exibir dualidade onda-partícula; teoricamente, todo objeto exibe esse comportamento.
| Centrado por       | Vértice | Borda 5–6 | Borda 6–6 | Hexágono frontal | Pentágono frontal |
| ------------------ | ------- | --------- | --------- | ---------------- | ----------------- |
| Imagem             |         |           |           |                  |                   |
| Simetria projetiva | [2]     | [2]       | [2]       | [6]              | [10]              |